# 庭中方
庭中方（ていちゅうがた）とは、室町幕府初期に設置された機関の1つで、引付方や恩賞方において、著しい不正やそれに近い行為（審議の著しい遅延や奉行人による訴訟相手への加担）などによって公正な審議が行われない場合に、訴人が救済を求めるための直訴を行った。
庭中方は庭中方管領を長として賦奉行が訴状を受理しながら所定の手続を取らず訴訟を扱う法廷が決定されない場合や実際の裁判が開始されない場合や寺社本所領に関する幕府の執行命令が20日以上停滞した場合など、訴人による訴えを受けて、担当する訴訟機関に審議の迅速化を命令し、場合によっては訴訟指揮も行った。
だが、他の初期幕府機関と同様に足利義満の時代には機能しなくなったらしく、この時代になると賦の手続を受けずに直接将軍に上訴する行為を「庭中」と呼ぶようになり、違った意味で用いられるようになった。